# Hamilton Hume
Hamilton Hume (Parramatta, 19 giugno 1797 – Yass, 19 aprile 1873) è stato un esploratore australiano.
Fu uno dei primi esploratori degli attuali Stati australiani del Nuovo Galles del Sud e di Victoria. Assieme a William Hovell nel 1824, Hume fece parte della spedizione che per la prima volta tracciò una rotta interna da Sydney a Port Phillip nei pressi dell'attuale Melbourne. Con Sturt nel 1828 partecipò alla spedizione che permise ai primi europei di scoprire il fiume Darling.

## Gioventù
Hume nacque il 19 giugno 1797 a Seven Hills (proprietà del padre) nei pressi di Parramatta, un insediamento vicino a Sydney.

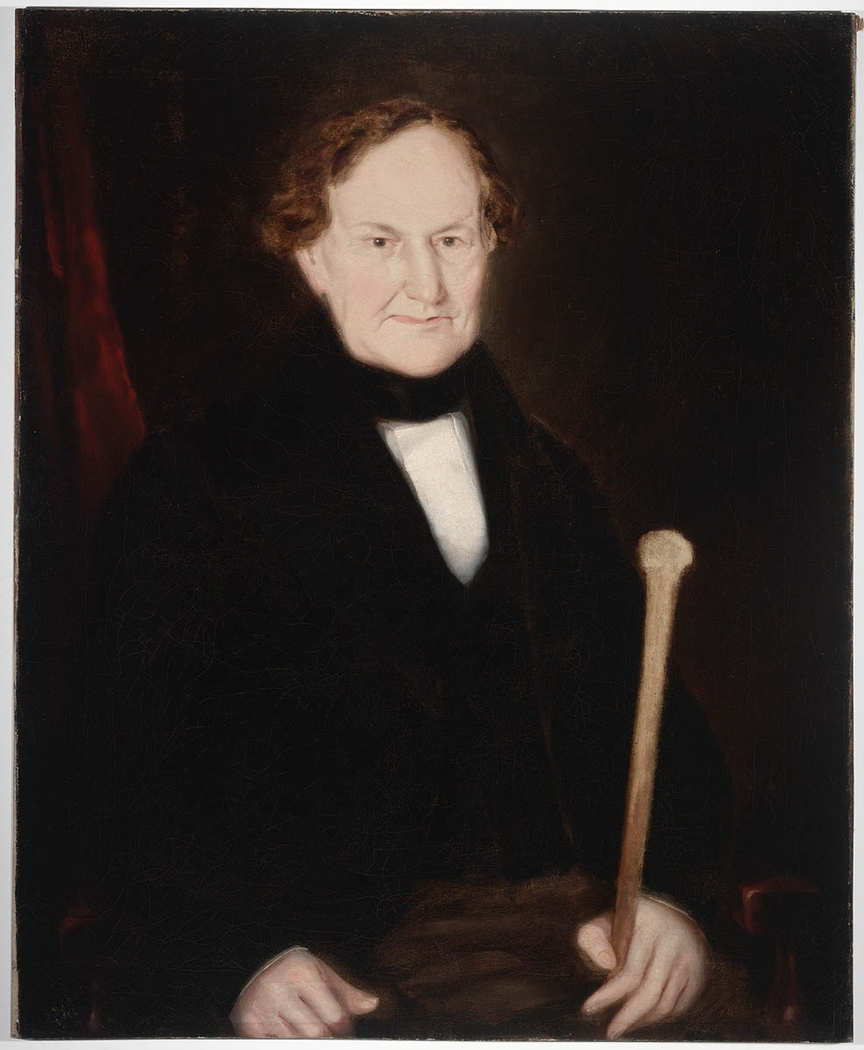
Il padre, Andrew Hamilton Hume, ritratto da Joseph Backler

Hume fu il primogenito di Andrew Hamilton Hume e della moglie Elizabeth Kennedy. Andrew Hume fu nominato Commissario Generale del Nuovo Galles del Sud e giunse nella colonia nel 1797. Vi erano poche possibilità di istruzione in Australia nei primi dieci anni del XIX secolo, ed Hamilton Hume ricevette l'educazione dalla madre.

## Prime esplorazioni
A soli 17 anni Hume iniziò ad esplorare i territori oltre Sydney col giovane fratello John e con un ragazzo aborigeno giungendo fino a Berrima, diventando ben presto un esperto. Nel 1817 Hume partì per un viaggio con James Meehan, vice ispettore generale, e con Charles Throsby durante il quale scoprirono il lago Bathurst e le pianure Goulburn. Nel 1818 si recò con John Oxley e Meehan nella baia di Jervis.
Nel 1822 discese con Alexander Berry la costa meridionale del Nuovo Galles del Sud. Raggiunse il fiume Clyde e penetrò nell'entroterra fino a Braidwood. Berry si stabilì nei pressi del fiume Shoalhaven e nel giugno 1822 lasciò Hume ed un gruppo di detenuti a scavare un canale di 200 metri tra i fiumi Shoalhaven e Crookhaven per permettere il passaggio delle navi nel Shoalhaven. Questo canale fu il primo canale navigabile dell'Australia, e fu completato in 12 giorni. Oggi il canale forma il corpo principale del fiume Shoalhaven.

## Spedizione di Hume e Hovell
Nel 1824 Hume incontrò il governatore Thomas Brisbane in riferimento ad una spedizione al golfo di Spencer. Brisbane era in contatto in quel periodo anche con William Hovell per lo stesso motivo, e non è chiaro chi sia stato dei due il primo contattato. In ogni caso il finanziamento governativo non era imminente, tanto che entrambi decisero di effettuare il viaggio a proprie spese ad eccezione di animali da soma, armi, vestiti e coperte fornite dal governo.
Hume, in una lettera datata 24 gennaio 1825, subito dopo il ritorno, dichiarò di essere stato a capo della spedizione. Si riferisce al viaggio chiamandolo "la spedizione che Sua Eccellenza era contento di affidare alla mia attenzione". Ma Brisbane non accettò questo punto di vista, come scritto in una lettera al segretario Wilmot Horton datata 24 marzo 1825, in cui cita la "scoperta di nuovi e preziosi territori ... da parte dei giovani signori Hovell e Hume ... diretti da me verso il golfo di Spencer". Si può notare che nella lettera inviata a Brisbane il 28 luglio 1824, Hovell firmò per primo. Questi fatti furono alla base della lite che scoppiò molti anni dopo.
Ognuno dei due esploratori portò con sé tre servitori e in tutto avevano cinque buoi, tre cavalli e due carri. Quasi la totalità del viaggio trascorse in un territorio montagnoso solcato da numerosi fiumi. Il coraggio e l'esperienza di Hume furono importanti per il superamento delle difficoltà, e dopo un viaggio di 11 settimane giunsero alla baia di Corio nei pressi dell'attuale Geelong. Qui, forse a causa di strumenti difettosi, Hovell sbagliò di un grado di longitudine nelle proprie osservazioni, per cui credettero di trovarsi sulla costa di Western Port. Il viaggio di ritorno fu effettuato lungo un tragitto più ad ovest, dove il terreno era più pianeggiante, e fecero ritorno al punto di partenza in meno di 5 settimane. Finirono le provviste poco prima della fine del viaggio, e tutti i componenti giunsero esausti. Hume e Hovell ricevettero in premio 4.9 km² di terra, un'adeguata ricompensa per le importanti scoperte fatte nella spedizione che pagarono di tasca propria. Questa spedizione permise di scoprire la rotta nell'entroterra tra Sydney e Port Phillip, sulle cui coste si trova oggi Melbourne.

## Scoperta del fiume Darling
Nel novembre 1828 Hume esplorò con Charles Sturt la parte occidentale del Nuovo Galles del Sud, dove scoprirono il fiume Darling (fiume), il più lungo affluente del Murray. Hume fu in grado di comunicare con alcuni aborigeni incontrati all'inizio del viaggio, che si offrirono come guide. In seguito, quando gli aborigeni li abbandonarono, Sturt fece apprezzamenti sull'abilità di Hume di guidare gli animali che avevano sbagliato strada. Essendo un'annata asciutta, fu una continua lotta per la ricerca dell'acqua, e solo le loro qualità gli permisero di salvarsi. Sturt chiese a Hume di accompagnarlo anche nella seconda spedizione, iniziata alla fine del 1829, ma avendo un raccolto da fare non fu in grado di seguirlo. Hume terminò la sua avventura da esploratore e passò gli ultimi anni facendo il pastore.

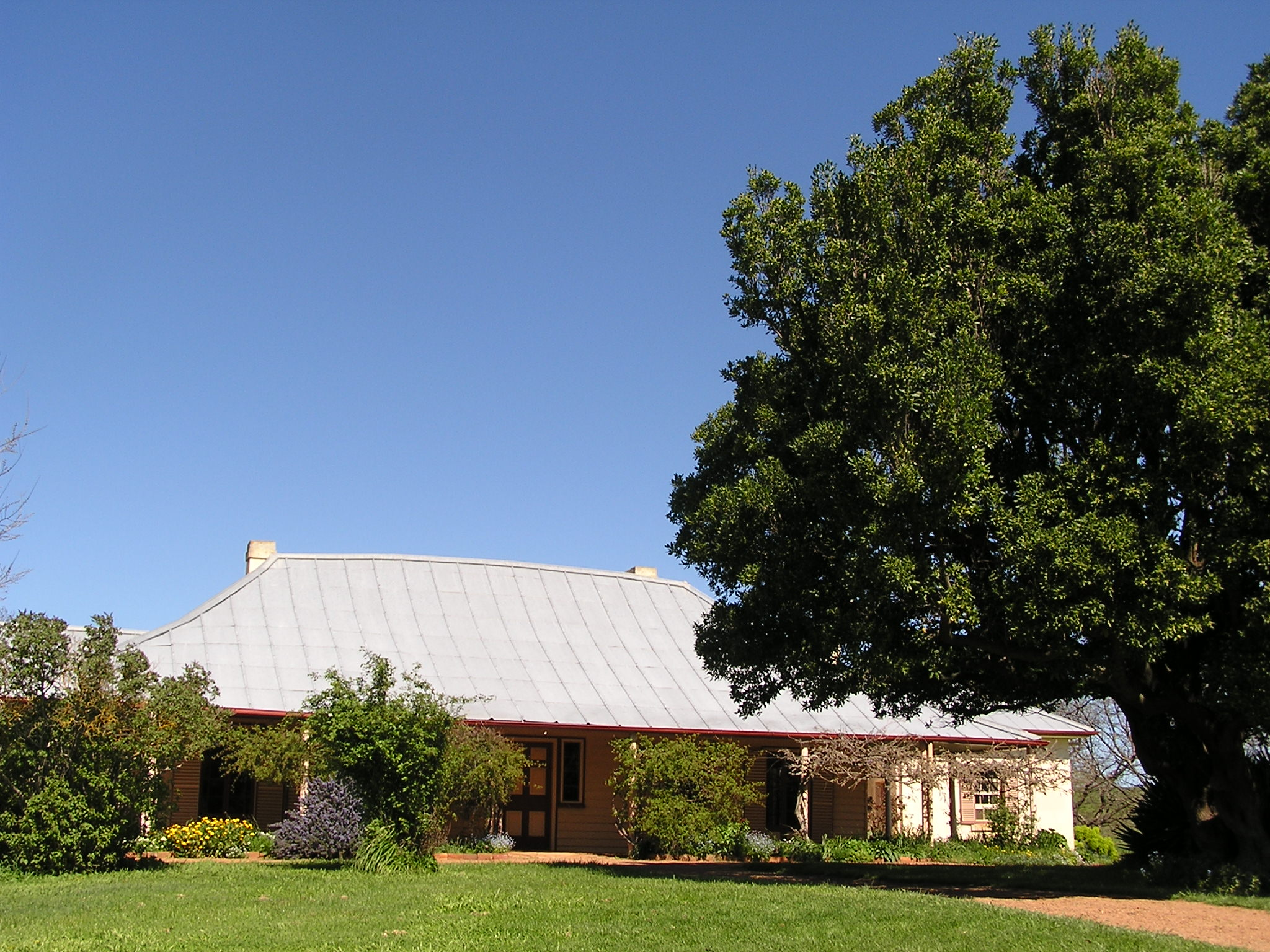
La casa di Hume: Cooma Cottage a Yass

## Controversia con Hovell
Nel dicembre 1853, un resoconto impreciso di un discorso tenuto da Hovell a Geelong fu la causa di un'aspra lite pubblica tra i due. Hume si era sempre considerato il vero capo della loro spedizione, e si indignò parecchio pensando che Hovell avesse minimizzato il suo lavoro. Il racconto di Fuller dimostra che non successe questo, ma la veemenza di Hume ed i suoi amici di allora fecero in modo che il lavoro di Hovell fosse sottovalutato per molto tempo. Hume pubblicò nel 1855 A Brief Statement of Facts in Connection with an Overland Expedition from Lake George to Port Phillip in 1824, edito tre volte. Hovell pubblicò due opuscoli Reply to "A Brief Statement of Facts in Connection with an Overland Expedition from Lake George to Port Phillip in 1824" e Answer to the Preface to the Second Edition of Mr Hamilton Hume's "A Brief Statement of Facts".
Hume fu un eccellente esploratore ed una guida di primissimo livello, coraggioso e pieno di risorse, il cui lavoro non fu adeguatamente riconosciuto e remunerato dal governo. Oltre ai suoi talenti, Hume acquisì un'ampia conoscenza di alcune tribù aborigene locali, riuscì sempre ad evitare conflitti con loro e sembra che ne abbia appreso in parte la lingua.
La sua ottima reputazione di esploratore australiano è ben meritata.

## Vecchiaia

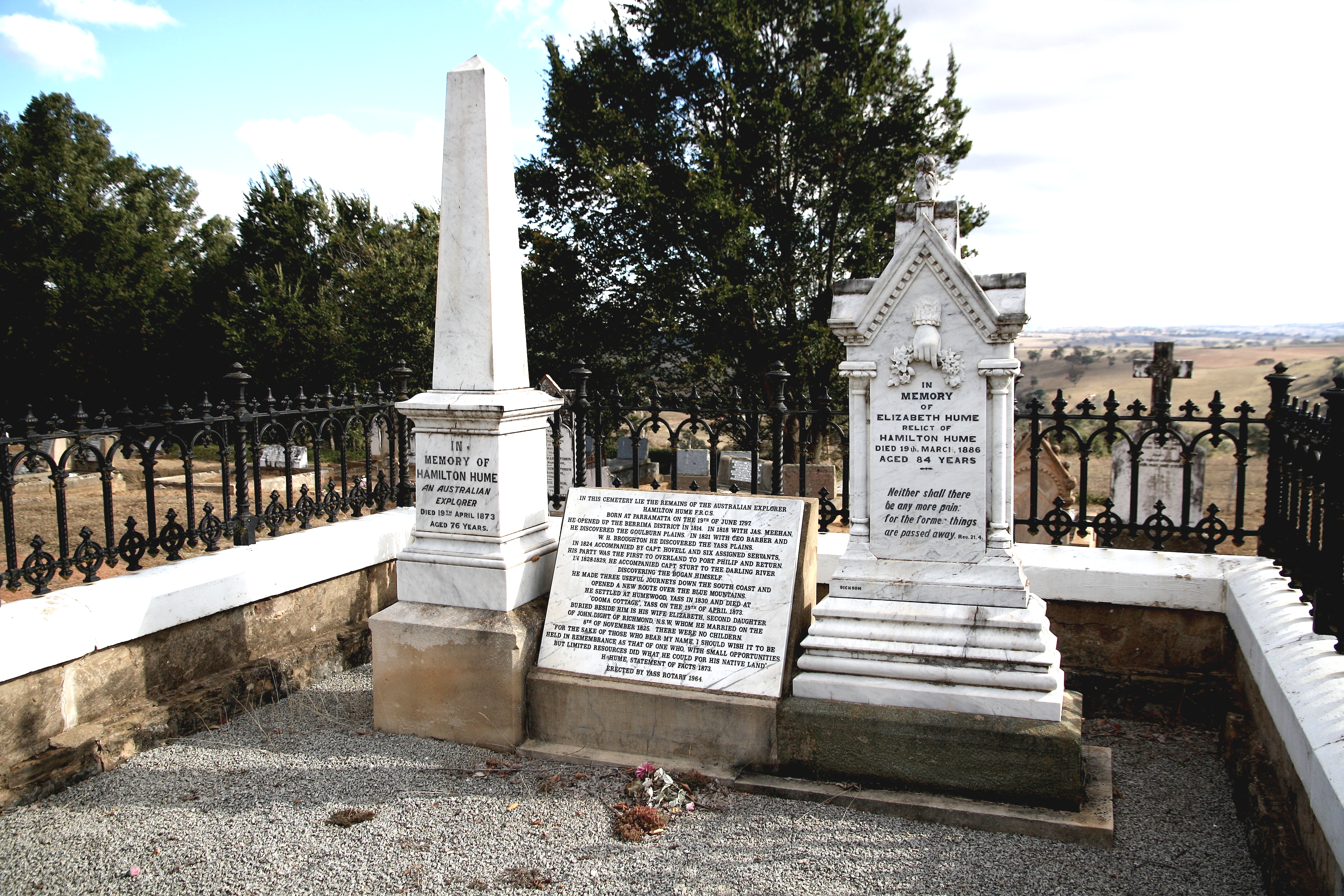
Tomba e memoriale Hume e della moglie Elizabeth, cimitero di Yass

Hume sposò Elizabeth Dight l'8 novembre 1825 presso la chiesa di san Filippo a Sydney.
Lei gli sopravvisse ma non ebbero figli.
Hume fu magistrato a Yass fino alla morte, avvenuta nella sua residenza di Cooma Cottage a Yass il 19 aprile 1873.

## Riconoscimenti
Hume ha dato il nome alla Hume Highway, la principale strada tra Sydney e Melbourne. Hume e Hovell sono stati raffigurati sulla banconota da una sterlina australiana tra il 1953 ed il 1966. La Hume Dam e il relativo bacino idrico, il lago Hume, ne presero il nome nel 1996. Il sobborgo di Canberra chiamato Hume prese da lui il nome, così come la divisione federale elettorale di Hume. La Città di Hume, un consiglio metropolitano di Melbourne formatosi nel 1994, e dedicato a lui.
Nel 1976 un francobollo raffigurò Hume e Hovell e fu emesso dalle poste australiane. L'Hume and Hovell Track, un percorso di 440 km tra Yass e Albury, porta i loro nomi congiunti.